# Фипахеделхаузен
Фипахеделхаузен (њем. Vippachedelhausen) општина је у њемачкој савезној држави Тирингија. Једно је од 75 општинских средишта округа Вајмарер Ланд. Према процјени из 2010. у општини је живјело 610 становника. Посједује регионалну шифру (AGS) 16071092.

## Географски и демографски подаци
Фипахеделхаузен се налази у савезној држави Тирингија у округу Вајмарер Ланд. Општина се налази на надморској висини од 188 метара. Површина општине износи 10,3 km². У самом мјесту је, према процјени из 2010. године, живјело 610 становника. Просјечна густина становништва износи 59 становника/km².